# مير أباد (تيران وكرون)
مير أباد هي قرية في مقاطعة تيران وكرون، إيران. عدد سكان هذه القرية هو 3,500 في سنة 2006.